# Загородных, Владимир Петрович
Владимир Петрович Загородных (1937 — 1972) — советский хоккеист, нападающий. Мастер спорта СССР (1957).

## Биография
Воспитанник команды ЧТЗ и «Авангарда» Челябинск.
Выступал за «Авангард-2» Челябинск (1954/55), «Буревестник» Челябинск (1955/56), «Авангард» Челябинск (1956/57 — 1959/60), «Спартак» Омск (1960/61), «Металлург» Челябинск (1960/61 — 1963/64, 1966/67), «СК имени Салавата Юлаева» Уфа (1964/65), «Труд» Курган (1965/66).
В чемпионате СССР провёл пять сезонов (1956/57 — 1960/61).
Скончался в 1972 году.